# (5130) Ilioneus
(5130) Ilioneus ist ein Asteroid aus der Gruppe der Jupiter-Trojaner. Damit werden Asteroiden bezeichnet, die auf den Lagrange-Punkten auf der Bahn des Jupiter um die Sonne laufen.
(5130) Ilioneus wurde am 30. September 1989 von der US-amerikanischen Astronomin Carolyn Shoemaker am Palomar-Observatorium entdeckt. Er ist dem Lagrangepunkt L5 zugeordnet.
Der Asteroid ist nach der mythologischen Figur des Ilioneus benannt, einem Schiffskommandanten des Aeneas auf der Flucht aus Troja, die in der Aeneis geschildert wird.